# 27-я отдельная гвардейская бригада радиационной, химической и биологической защиты
27-я отдельная гвардейская бригада радиационной, химической и биологической защиты (сокр. 27 обррхбз, в/ч 11262) — тактическое соединение Сухопутных войск Российской Федерации. Бригада дислоцируется в Курской области.
Соединение входит в состав Московского военного округа. Формирование соединения начато 1 декабря 1987 года.

## Описание
Задачей формирования является защита объектов и войск от воздействия последствий оружия массового поражения. Помимо этого 27-я отдельная бригада радиационной, химической и биологической защиты занимается ликвидацией боеприпасов и последствий техногенных аварий, лесных пожаров. Учения проходят на Шиханском полигоне. На 2017 год личный состав на 80 % состоял из военнослужащих по контракту.

## История
Бригада сформирована на базе 1045-го учебного территориального центра Московского военного округа в составе химических войск СССР в целях обеспечения защиты населения, эффективности работы по ликвидации последствий возможных аварий, катастроф и стихийных бедствий, ликвидации их последствий, повышения готовности войск радиационной, химической и биологической защиты к действиям в чрезвычайных условиях..
23 декабря 2011 года состоялось вручение 27-й обррхбз Боевого знамени нового образца.
Указом Президента Российской Федерации от 21 июня 2023 № 451 бригаде присвоено почётное наименование «гвардейская» за массовый героизм и отвагу, стойкость и мужество проявленные личным составом бригады в боевых действиях по защите Отечества и государственных интересов в условиях вооружённых конфликтов..

## Герои
- Бачериков, Сергей Олегович — майор, Герой Российской Федерации.

## Военная техника
- РХМ-6[7]
- РХМ-4[8]
- ТДА-3[7]
- ТМС-65Д[9]
- АРС-14[9]